# Gentechnikfrei
Die Begriffe gentechnikfrei, ohne Gentechnik oder (fälschlich) genfrei werden verwendet, um Produkte zu bezeichnen, die frei von gentechnisch veränderten Organismen sind und auch ohne deren Hilfe erzeugt wurden. Der Begriff umfasst hauptsächlich die Themenbereiche Nahrung und kosmetische Produkte, bei Pharmazeutika und Medikamenten ist die Fragwürdigkeit einer gentechnischen Produktion kaum in Diskussion.
Der Begriff „genfrei“ ist in diesem Zusammenhang irreführend, da fast alle Nahrungsmittel aus Lebewesen hergestellt werden und daher deren Gene enthalten. Das Wort „gen-“ ist hierbei eine irreführende Verkürzung von Gentechnik. In der biologischen Fachsprache kommt der Begriff „genfrei“ im Zusammenhang mit Bereichen des Genoms vor, die keine Gene enthalten. Hierzu zählen beispielsweise die Centromere und Telomere der Chromosomen und Heterochromatin generell.
Eine Gentechnikfreie Zone ist ein Gebiet, das frei von gentechnisch veränderten Organismen in der Tier- oder/und Pflanzenzucht ist oder sein soll.

## Gentechnikfreie Lebensmittel
Im Zusammenhang mit Lebensmitteln werden die Begriffe verwendet, um gentechnikfreie von gentechnisch veränderten Lebensmitteln abzugrenzen. Bei tierischen Produkten werden dabei meist auch gentechnikfreie Futtermittel mit eingeschlossen.
In Deutschland beispielsweise ist eine freiwillige Kennzeichnung Ohne Gentechnik erlaubt. Von 1998 bis 2008 waren die Anforderungen sehr streng und schlossen jede Anwendung der Gentechnik auf allen Verarbeitungsstufen aus. Kaum ein Produkt mit dieser Kennzeichnung kam auf den Markt. Seit 1. Mai 2008 sind die Anforderungen für die Ohne Gentechnik-Kennzeichnung deutlich abgeschwächt: So müssen Tiere nicht ihr ganzes Leben mit gentechnikfreiem Futter gefüttert werden. Bei Schweinen ist in den letzten vier Monaten vor der Schlachtung auf entsprechende Futterpflanzen zu verzichten, bei Milch produzierenden Tieren reichen die letzten drei Monate, bei Hühnern für die Eiererzeugung die letzten sechs Wochen. Gentechnisch veränderte Futterbeimischungen werden bis 0,9 % toleriert. Außerdem sind mithilfe von gentechnisch veränderten Mikroorganismen hergestellte Futtermittelzusätze wie Vitamine oder Aminosäuren sowie gentechnisch hergestellte Arzneimittel und Impfstoffe erlaubt. Aus diesem Grund darf in der Schweiz die Milch nicht als gentech-frei ausgezeichnet werden.
Eine Öko-Test-Studie über Sojaprodukte ergab, dass zwei Drittel von 33 getesteten Produkte gentechnisch veränderte Bestandteile enthielten. Derartige Beimischungen seien weit verbreitet, da durch Kontamination bei Ernte, Transport und Verarbeitung gentechnisch veränderte Bestandteile in die Produkte gelangen, so etwa auch in Kekse, Fertiggerichte, Wurstwaren oder Schokolade.
Bei verarbeiteten Lebensmitteln „ohne Gen-Technik“ seien Zutaten und Zusatzstoffe, Vitamine und Aminosäuren, Aromen und Enzyme aus gentechnisch veränderten Pflanzen zwar tabu. Ausnahmen sind aber gemäß der EU-Öko-Verordnung für biologisch erzeugte Lebensmittel erlaubt, da es keine „genfreien“ Alternativen mehr gibt. In pflanzlichen Lebensmitteln „ohne Gen-Technik“ würden zudem geringfügige, zufällige, technisch unvermeidbare GVO-Beimischungen toleriert. Bisherige Vorschriften wären strenger, da sie jegliche Anwendung der Gentechnik auf allen Verarbeitungsstufen ausschlossen. Das EU-Parlament verlangte zunächst einen Grenzwert 0,1 Prozent. Letztlich einigten sich die Mitgliedstaaten der Europäischen Union im Dezember 2007 auf einen Grenzwert für versehentliche Kontaminierung von 0,9 Prozent, der auch für konventionelle Produkte gilt. Über diese Schwelle müssen auch unabsichtlich verunreinigte Lebensmittel in der EU als „gentechnisch verändert“ gekennzeichnet sein. In der Schweiz liegt die Toleranzgrenze derzeit bei 0,1 Prozent.

## Kritik am Begriff „genfrei“
Das Adjektiv genfrei taucht in Produktwerbung auf,
wird in politischen Kampagnen gegen gentechnisch veränderte Lebensmittel und auch in Medienberichten verwendet. Der Kulturwissenschaftler Nico Stehr sagte in einem Interview zu seinem Buch „Die Moralisierung der Märkte“ gegenüber dem Spiegel: „Wenn Sie heute in einen Supermarkt gehen, dann können Sie kaum mehr Milch kaufen, die nicht als genfrei deklariert ist“. Die Molekularbiologin Renée Schroeder kritisiert solche Logos mit den Worten: „Welche Botschaft soll ich da als Konsumentin mitnehmen, wenn ich auf den ersten Blick nur lese, dass Milch genfrei ist?“. Selbstverständlich sei kein tierisches oder pflanzliches Produkt genfrei. Der Begriff ist inhaltlich irreführend: Fast alle Lebensmittel sind organischen Ursprungs, werden also aus Lebewesen gewonnen. Diese enthalten immer genetisches Material (Erbmaterial) in Form von Desoxyribonukleinsäure (DNA), in der immer Gene enthalten sind. Nur nicht-organische Lebensmittel wie Wasser oder Kochsalz sowie manche technisch gereinigten Nahrungsmittel wie raffinierte Pflanzenöle und kristallisierter Zucker enthalten keine oder nur sehr geringe Mengen DNA, sind also frei von Genen.
Der irreführende Gebrauch des Begriffs „genfrei“ führte zu Berichten in Blogs, die sich über unsinnige Bezeichnungen wie „genfreie Pflanzen“ oder ähnliche lustig machen oder ernsthafte Bedenken zu diesem Gebrauch von „genfrei“ diskutieren. Die analoge englische Bezeichnung „gene free“ kommt ebenfalls vor.

## Nationales

### Europarecht
Es gilt die Verordnung (EG) Nr. 1829/2003 über genetisch veränderte Lebensmittel und Futtermittel, welche insbesondere fordert, „Lebens- und Futtermittel, die GVO enthalten, sollten deutlich gekennzeichnet werden“. Diese nicht verbindliche Regelung wie auch diejenige, dass Produkte mit einem Anteil von weniger als 0,9 % GVO nicht gekennzeichnet zu werden brauchen, sofern der Anteil lediglich zufällig oder technisch nicht vermeidbar ist, wird von Gentechnikgegnern kritisch gesehen.
2015 trat die Richtlinie (EU) 2015/412 in Kraft, die es den Mitgliedstaaten erlaubt, den Anbau von gentechnisch veränderten Organismen in ihrem Hoheitsgebiet zu beschränken oder gänzlich zu untersagen.

### Deutschland

Das Logo „Ohne Gentechnik“ (Deutschland)

Seit August 2009 gibt es in Deutschland für Lebensmittel „Ohne Gentechnik“ ein einheitliches freiwilliges Logo, jedoch mit zahlreichen Ausnahmeregeln.

### Österreich
In Österreich fand April 1997 das Gentechnik-Volksbegehren statt. Es war mit gut 1,2 Millionen Unterstützern, etwa 1⁄6 der Bevölkerung, das zweiterfolgreichste Volksbegehren der Geschichte. In Folge wurde das Verbot der Produktion, des Imports und des Verkaufs gentechnisch veränderter Lebensmittel im schon 1994 geschaffenen Gentechnikgesetz (GTG) gesetzlich verankert (dieses Gesetz befasst sich auch mit humanmedizinischen Aspekten von genetischen Analysen und Gentherapie, IV. Abschnitt).
Die wichtigsten Durchführungsbestimmungen finden sich im  Österreichischen Lebensmittelbuch (ÖLMB): Richtlinie zur Definition der „Gentechnikfreien Produktion“ von Lebensmitteln und deren Kennzeichnung (Codex-Richtlinie Gentechnik-frei). Die Codexkommission wird dabei von einer Expertengruppe für gentechnikfreie Produktion unterstützt.
Seit 1997 besteht das Kennzeichnungssystem „Gentechnik-frei erzeugt“. Seit 2010 gab es für den Exportmarkt in Deutschland und der Schweiz auch eine Variante „Ohne Gentechnik hergestellt“, die im Sinne einer einheitlichen Kennzeichnung seit 1. Januar 2013 die einzige verbindliche Form ist.
Davon ausgenommen sind aber Futtermittel, so schätzt man, dass von den jährlich 450.000 Tonnen importierten Soja-Schrot oder -Presskuchen 80 Prozent von gentechnisch veränderten Pflanzen stammen, hauptsächlich spritzmittelresistenten Patentprodukten. Nur die reglementierten Bio-Produkte sind durchwegs auch dahingehend gentechnikfrei, etliche Hersteller haben auch von sich aus auf vollständige Genttechnikfreiheit umgestellt. Seit 2010 haben sich die österreichische Milchwirtschaft sowie die Frischeier-, Hühnerfleisch- und Putenfleischproduktion auf gentechnikfreie Fütterung geeinigt. Geeignete Futtermittel können mit der Kennzeichnung „geeignet zur Herstellung gentechnikfreier Lebensmittel“ versehen werden (ÖLMB RL Gentechnikfrei 7.8).
Brisant ist das Totalverbot auch in Kontext der Freihandelsabkommen TTIP/CETA, da die derzeit bekannten Regelungen der österreichischen Gesetzeslage nach brancheninternen Vermutungen nicht genügen, Österreich also vielleicht die Abkommen nicht ratifizieren kann, ohne vom Volksbegehren von 1997 abzurücken.
Mit 2015 wurde dann das Gentechnik-Anbauverbots-Rahmengesetz erlassen, das die Sicherstellung der Gentechnikfreiheit im Anbau „unter Ausschöpfung aller Möglichkeiten der EU-RL 2015/412 für das Selbstbestimmungsrecht“ verankert.

## Rechtsquellen
1. ↑  Verordnung (EG) Nr. 1829/2004 des Europäischen Parlaments und des Rates vom 22. September 2003 über genetisch veränderte Lebensmittel und Futtermittel. In: Amtsblatt der Europäischen Union. L, Nr. 268, 18. Oktober 2003, S. 1–23.
2. 1 2  Richtlinie (EU) 2015/412 des Europäischen Parlaments und des Rates vom 11. März 2015 zur Änderung der Richtlinie 2001/18/EG zu der den Mitgliedstaaten eingeräumten Möglichkeit, den Anbau von gentechnisch veränderten Organismen (GVO) in ihrem Hoheitsgebiet zu beschränken oder zu untersagen. In: Amtsblatt der Europäischen Union. L, Nr. 68, 13. März 2015, S. 1–8.
3. ↑  Gesetz zur „Ohne Gentechnik“-Kennzeichnung (Artikel 2, § 3a) (BGBl. 2008 I S. 499) (PDF; 93 kB)
4. ↑  Bundesgesetz, mit dem Arbeiten mit gentechnisch veränderten Organismen, das Freisetzen und Inverkehrbringen von gentechnisch veränderten Organismen und die Anwendung von Genanalyse und Gentherapie am Menschen geregelt werden (Gentechnikgesetz – GTG). StF: BGBl. Nr. 510/1994 (i.d.g.F. online, ris.bka).
5. 1 2  Richtlinie zur Definition der „Gentechnikfreien Produktion“ von Lebensmitteln und deren Kennzeichnung Vöff. Gfz. BMGF-75210/0014-IV/B/7/2007 vom 6. Dezember 2007 (lebensmittelbuch.at, mit pdf).
6. ↑  Vorschriften über die Untersagung des Anbaus von gentechnisch veränderten Organismen (Gentechnik-Anbauverbots-Rahmengesetz). StF: BGBl. I Nr. 93/2015 (i.d.g.F. online, ris.bka).